# NGC 7298
NGC 7298 é uma galáxia espiral (Sc) localizada na direcção da constelação de Aquarius. Possui uma declinação de -14° 11' 19" e uma ascensão recta de 22 horas, 30 minutos e 50,6 segundos.
A galáxia NGC 7298 foi descoberta em 7 de Agosto de 1864 por Albert Marth.